# Leukos
Leukos (altgriechisch Λεῦκος) ist der Name einer Figur der griechischen Mythologie.
Als Kind wurde er von seinem Vater Talos ausgesetzt, dann aber von Idomeneus aufgezogen, dem König von Kreta. Als dieser in den Trojanischen Krieg zog, übertrug er ihm die Herrschaft über sein Königreich und versprach ihm seine Tochter Kleisithyra. Verleitet durch Nauplios, der Rache für den ungerechtfertigten Tod seines Sohnes Palamedes durch die Griechen nehmen wollte, verführte Leukos Idomeneus’ Gattin Meda. Später tötete er sie gemeinsam mit ihrer Tochter Kleisithyra sowie den Söhnen Iphiklos und Lykos.
Schließlich usurpierte er (nach der verbreiteteren Variante der Geschichte) die Macht auf Kreta und vertrieb Idomeneus, als er aus Troja heimgekehrt war, von der Insel. In diesem Krieg sollen 10 kretische Städte untergegangen sein. Nach einer alternativen Variante, die in einem Scholion überliefert ist, strafte ihn Idomeneus nach seiner Heimkehr durch Blendung.